# Tristagma uniflorum
Espèce
Tristagma uniflorum est une espèce de plantes de la famille des Amaryllidaceae, appartenant au genre Tristagma.